# Titi Cercel
Titi Cercel (n. 15 mai 1959 – d. decembrie 2016) a fost un boxer român. El a concurat la evenimentul Box la Jocurile Olimpice de vară din 1980 la Moscova. La Jocurile Olimpice de vară din 1980, el l-a învins pe Róbert Gönczi din Ungaria, înainte de a pierde în fața lui Adolfo Horta din Cuba.